# 麻秋
麻 秋（ま しゅう、生年不詳 - 350年）は、五胡十六国時代後趙の武将。太原出身の胡人。

## 経歴
後趙に仕えて将軍に任じられ、特に石虎から親任を得て重用された。
333年10年、氐族の蒲洪（後の苻洪）が前涼に降ると、石虎は麻秋にその討伐を命じた。麻秋は蒲洪を攻撃し、2万戸の民を投降させた。
338年3月、石虎の命により、将軍郭太と共に軽騎兵2万を率い、鮮卑段部の首領段遼を攻撃した。麻秋らは密雲山で段遼と遭遇すると、これに勝利して首級3千を挙げ、段遼の母と妻を捕えた。段遼は単騎で山中奥深くに逃げ込んだ。
後に征東将軍に任じられた。
12月、段遼は密雲山から使者を派遣して、石虎に降伏を願い出た。石虎はこれを認め、麻秋に3万の兵を与えて百里の所まで進ませて段遼を迎え入れさせた。石虎は出発前に麻秋へ「降伏を受け入れるのは、敵と対するのと同じだ。将軍よ、軽視する事の無い様に」と忠告すると共に、段遼の旧臣であった尚書左丞陽裕を麻秋の司馬とした。この時、段遼は密かに前燕へも降伏の使者を送っており、協力して麻秋を奇襲する様持ち掛けていた。前燕君主慕容皝はこれに応じ、子の慕容恪に精騎兵7千を与え、密雲山に伏兵として潜伏させた。麻秋は段遼を迎え入れる為に軍を進めていたが、三蔵口において慕容恪から奇襲を受け、大敗を喫して7割近くの兵を失った。さらに混乱の中で馬を失ってしまい、走って逃げ戻った。陽裕は前燕軍により捕らえられた。石虎はこれを聞くと、驚きと怒りの余り食べていた料理を吐き捨てたという。この敗戦により、麻秋は官爵を削られた。 
後に涼州刺史に任じられた。
346年、石虎の命により、征西将軍孫伏都と共に歩騎3万を率いて前涼征伐に向かった。軍を進めて金城を攻めると、金城郡太守張沖を降伏させた。涼州の民は恐怖に慄き、張重華は領内の兵卒を総動員し、征南将軍裴恒を総大将に任じて麻秋を迎え撃たせた。裴恒は広武まで進軍して砦を築いたが、麻秋を恐れて戦おうとしなかった。その為、張重華は主簿であった謝艾を中堅将軍に抜擢し、5千の兵卒を与えて麻秋を攻撃させた。謝艾が兵を率いて振武から出陣すると、麻秋は迎撃するも大敗を喫し、5千の兵を失って金城へ撤退した。
その後、金城が再び前涼の支配下に入ると、麻秋は再度攻めてこれを下した。県令の車済は降伏せず、剣により自害した。その後、麻秋は大夏を攻撃すると、前涼の護軍梁式は太守宋晏を捕らえ、城を挙げて降伏した。麻秋は宋晏に書を持たせ、前涼の宛戍都尉宋矩の下へ派遣し、降伏を促させた。だが、宋矩は「人臣として功業を為す事は出来なかった。こうなったからには、ただ気節を持って死ぬだけである」と拒絶し、妻子を殺した後に自殺した。麻秋は「皆、義士であるな」と語り、車済と宋矩の遺体を収容してこれを葬った。
347年4月、8万の兵を率いて枹罕を攻撃した。晋昌郡太守郎坦・武城郡太守張悛・寧戎校尉常據は枹罕城を固守すると、麻秋は幾重にも城を包囲し、雲梯を揃えて地下道を掘り、四方八方から同時に攻めた。だが、枹罕城の守りは固く、麻秋軍は数万の兵を失った。これを受け、石虎は将軍劉渾に2万の兵を与え、麻秋の援軍として派遣した。郎坦は後趙に寝返ろうと目論み、軍士の李嘉へ命じて後趙兵千人を密かに城壁へ導かせたが、常據に阻まれて失敗した。さらに、常據により攻城戦の道具も焼き払われ、麻秋は大夏まで退却する事を余儀なくされた。
石虎は征西将軍石寧に并州・司州の兵2万余りを与えて麻秋の後続とし、前涼征伐を継続させた。これを聞くと、前涼の将軍宋秦は2万戸を率いて降伏した。張重華は謝艾を使持節・軍師将軍に任じ、3万の兵を与えて臨河まで進軍させた。謝艾は車に乗り、白服を着て、太鼓を鳴らしながら進軍した。これを見た麻秋は「謝艾は年少の書生の分際でありながら、あのような格好で現れるとは。我を愚弄するか。」と怒った。麻秋が3千の精鋭兵に命じて突撃させると、謝艾は車から降りて椅子に座ってあちこちを指さしながら合図をしたので、麻秋の兵は伏兵を恐れて攻撃できなくなった。その間に前涼の将軍張瑁は別道から麻秋軍の背後へ回り込み、奇襲を仕掛けた。これにより軍は混乱して後退し、謝艾は勢いに乗って進撃した。麻秋は大敗を喫し、杜勲・汲魚の2将を失い、1万3千の兵が捕らえられた。麻秋自身は単騎で大夏まで逃げ帰った。
5月、麻秋は石寧らと共に再び前涼へ侵攻し、12万の軍勢で河南へ駐屯した。また、劉寧・王擢を派遣して晋興・広武・武街を攻略させ、洪池嶺を越えて曲柳まで進撃させた。張重華は将軍牛旋に迎撃を命じたが、牛旋は枹罕まで退いて交戦しようとしなかったので、姑臧の民は大いに動揺した。その為、張重華は謝艾を使持節・都督征討諸軍事・行衛将軍に、索遐を軍正将軍に任じ、2万の軍勢を与えて敵軍を防がせた。劉寧は沙阜において別将の楊康に敗れ、金城まで退却した。
7月、孫伏都・劉渾の両将が2万の兵を率いて麻秋と合流した。麻秋らは進軍して河を渡ると、金城の北へ長最城を築いた。8月、麻秋はまたも謝艾に敗れ、金城まで撤退した。
9月、麻秋はまたも前涼へ侵攻すると、将軍張瑁を撃破し、3千人余りの首級を挙げた。枹罕護軍李逵は大いに恐れ、7千の兵を従えて麻秋に降伏した。これにより、黄河以南の氐族・羌族は尽く後趙の傘下に入った。
349年9月、東晋の梁州刺史司馬勲が長安を攻めると、三輔の豪族は郡太守や県令を殺害して司馬勲に呼応した。長安を鎮守する楽平王石苞は、麻秋と姚国らに命じ、司馬勲を防がせた。10月、司馬勲は梁州へ戻った。麻秋はその後も長安に留まった。
350年1月、麻秋は長安を離れ、王朗と共に洛陽に入った。この時、麻秋は朝政を主管していた李閔（後の冉閔）より命令書を受け取り、これに従って王朗の配下にいた胡兵千人余りを誅殺した。これにより王朗は襄国へ逃走した。その後、麻秋は鄴へと向かったが、その途上で苻洪の子である龍驤将軍苻雄より攻撃を受け、捕らわれの身となった。苻洪は麻秋を登用し、軍師将軍に任じた。
3月、麻秋は苻洪へ「冉閔と石祗の対立により、中原の動乱はまだ終わらないでしょう。この機に乗じて関中を平定し、覇業の基礎を築くのです。その後に東進して天下を争えば、誰も敵わないでしょう」と薦めると、苻洪はこれに同意した。この時、麻秋は密かに苻洪の軍を奪う事を目論んでいた。ある時、宴会の席で苻洪の酒へ毒を盛って殺害し、彼の配下の兵を奪おうとした。目論み通り苻洪は毒を飲んだが、苻洪の世子である苻健により麻秋は捕らえられ、処刑された。

## 逸話
麻秋は凶悪で残酷な性格であり、しばしば毒酒を以て人を害していた。築城の為に百姓に労役をさせていた時は、昼夜関係なく休み無しで働かせ続け、ただ鶏が鳴いた時（夜明け時）にのみわずかな休息を取らせていたという。この為、周囲からも大いに恐れられ、泣く子に対して母が「麻胡が来る」と言うと、子は泣き止む程であったという。
また、『列仙全伝』によると、彼の娘は麻姑という名であり、仙人であったとされている。父が百姓に過酷な労役を課す事に心を痛め、複数の鶏を代わる代わる鳴かせる事で休息の時間を伸ばしていた。後にこの事が麻秋に発覚し、麻秋より暴行を受けそうになったので、逃走を図ってそのまま入仙したという。